# Bobby Cramer
Pour les articles homonymes, voir Cramer.
Robert Thomas Cramer (né le 28 octobre 1979 à Anaheim, Californie, États-Unis) est un lanceur gaucher de baseball. Il joue dans la Ligue majeure de baseball en saison 2010 et saison 2011 pour les Athletics d'Oakland.

## Carrière
Bobby Cramer signe son premier contrat professionnel en tant qu'agent libre en 2003 avec les Devil Rays de Tampa Bay. Après avoir amorcé sa carrière en ligues mineures dans l'organisation des Rays, une série de blessures et d'opérations au coude retardent sa progression vers les Ligues majeures. Il ne joue pas du tout pendant deux ans, en 2005 et 2006, période durant laquelle Tampa Bay abandonne ses droits sur le lanceur gaucher. Pendant ce temps loin du baseball, il enseigne les mathématiques et travaille dans un pipeline.
En 2007, Cramer signe avec les Athletics d'Oakland et revient au jeu dans les mineures.
En 2010, il amorce la saison dans la Ligue mexicaine de baseball avec les Tigres de Quintana Roo, où il remporte 13 de ses 16 décisions et affiche une moyenne de points mérités de 2,71, avant de rejoindre les Rivers Cats de Sacramento, le club-école de niveau Triple-A des Athletics d'Oakland dans la Ligue de la côte du Pacifique. Cramer atteint finalement les majeures le 13 septembre 2010, à quelques semaines de son 31e anniversaire de naissance. À son premier départ, il n'accorde qu'un point aux Royals de Kansas City et savoure sa première victoire dans les majeures. Il remporte six jours plus tard sa seconde décision, cette fois contre Minnesota. Sa fiche victoires-défaites en 2010 est de 2-1 avec une moyenne de points mérités de 3,04.
En 2011, il conserve une moyenne de points mérités de 1,08 en cinq apparitions au monticule et huit manches et un tiers lancées pour les A's, avec une défaite comme seule décision. Il récupère d'une blessure au dos mais est libéré par les Athletics le 11 juillet 2011.